# Wodospad Wallaman

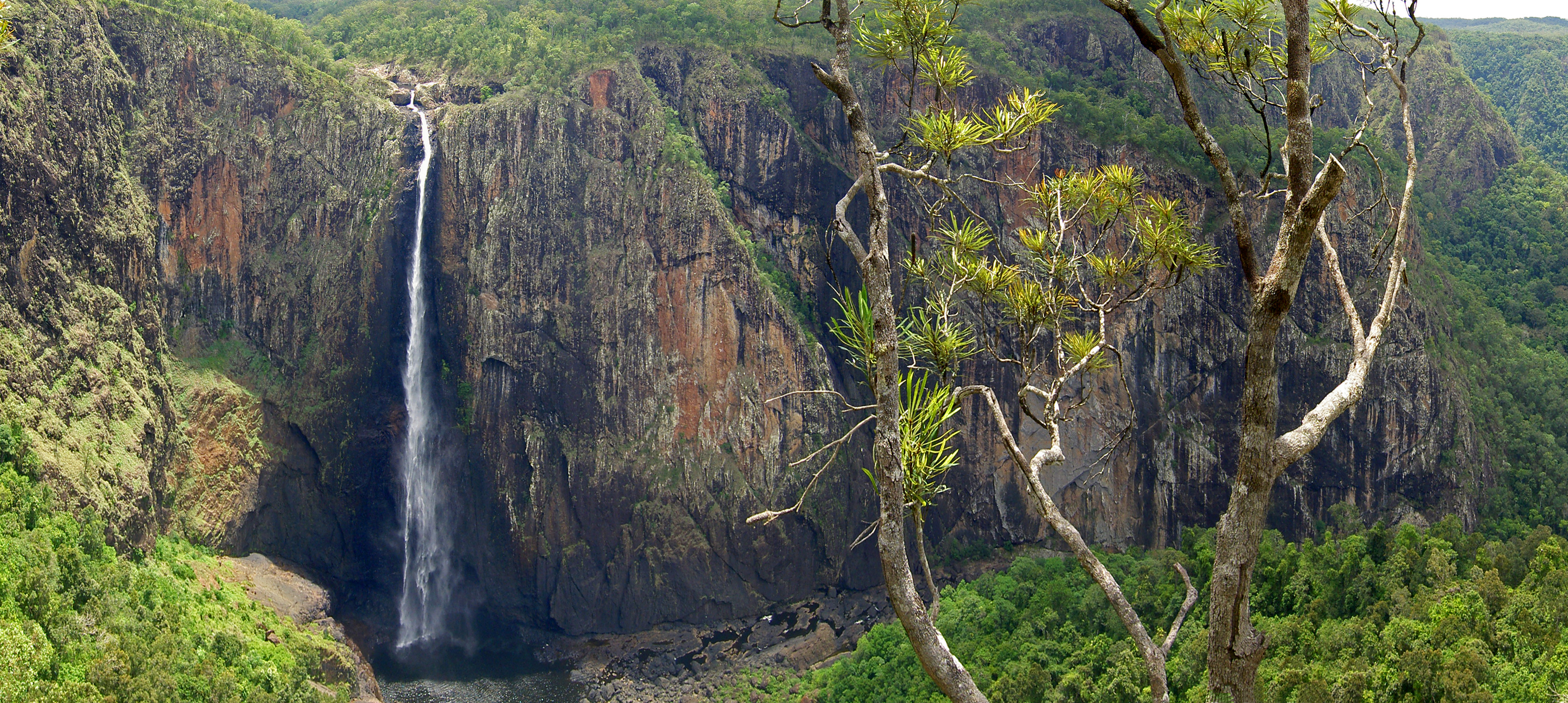
Panorama wodospadu

Wodospad Wallaman (ang. Wallaman Falls) – wodospad we wschodniej części Australii w stanie Queensland na zachód od miasta Ingham. Jest wodospadem o wysokości 268 metrów. Znajduje się na rzece Stony Creek, przelewając się przez krawędź wpada do przełomu rzeki Herbert.
Wokół wodospadu rozciąga się wiecznie zielony las równikowy, w którym żyje wiele gatunków roślin i zwierząt, m.in. fletówka, kazuar, dziobak.
Wodospad Wallaman wpisany został na listę o największej czystości wody. Wodospad leży na terenie wpisanego na listę światowego dziedzictwa UNESCO Girringun National Park